# Прапор Неділища
Пра́пор Неді́лища — офіційний символ села Неділище Ємільчинського району Житомирської області, затверджений 13 серпня 2013 р. рішенням № 147 XXII сесії Неділищенської сільської ради VI скликання.

## Опис
Квадратне полотнище горизонтально поділене на три частини — синю, білу, зелену (3:1:3). На нижній смузі жовтий хлібний сніп по центру. Синій колір означає мирне безхмарне небо, красу і духовну велич; білий — міць і чистоту, щирість і відкритість; зелений — багатство природи, Полісся, силу, здоров'я, торжество життя.
Автор — Ніна Павлівна Волошина.